# Herrschaft Burgrain
Burgrain war bis zum Reichsdeputationshauptschluss 1802 eine reichsunmittelbare Herrschaft im Heiligen Römischen Reich Deutscher Nation. Herr des Gebietes war jedoch der Bischof von Freising, das Herrschaftsgebiet stellte also eine Exklave des Hochstiftes Freising dar, die im Norden und Westen vom Herzogtum bzw. Kurfürstentum Bayern und im Osten und Süden von der ebenfalls reichsunmittelbaren Grafschaft Haag umgeben war.

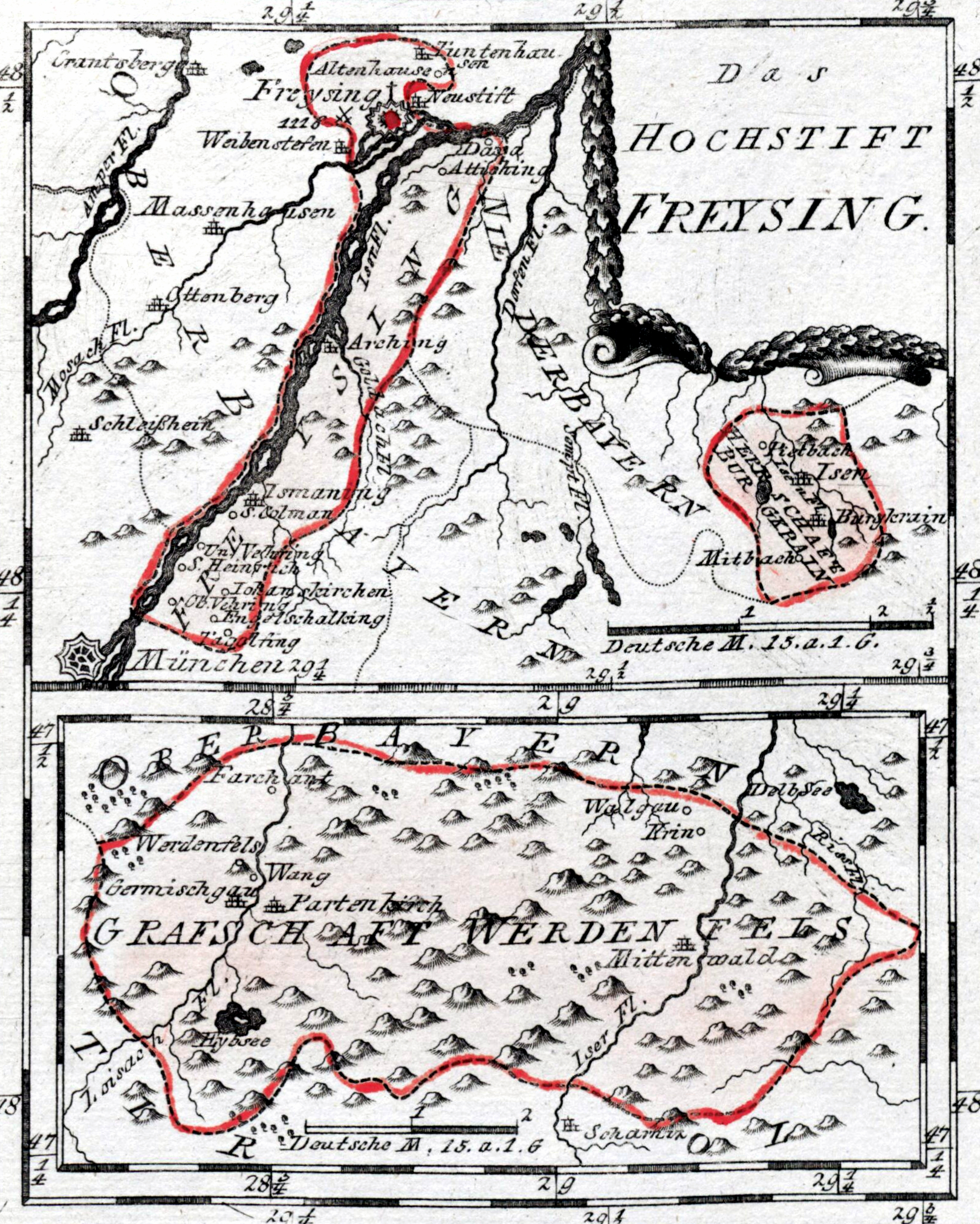
Das Hochstift Freising mit der Herrschaft Burgrain (rechts)

## Geographie
Der größte Ort der Herrschaft war der Markt Isen. Kirchgemeinden gab es in Isen, Burgrain (1450 wurde der Pfarrsitz nach Mittbach verlegt), Aich, Schnaupping, Pemmering und Bittlbach. Obmannschaften bestanden in Burgrain selbst sowie in Aich, Bachleiten, Göttenbach, Oberndorf, Steidelstetten, Steinsbach und Westach.
Die Herrschaft Burgrain hatte eine Ausdehnung von zehn Kilometern von Norden nach Süden und von etwa fünf Kilometern von Westen nach Osten. In der Hauptsache umfasste es das Flussgebiet der oberen Isen, die das Territorium von Süd nach Nord durchquert. 

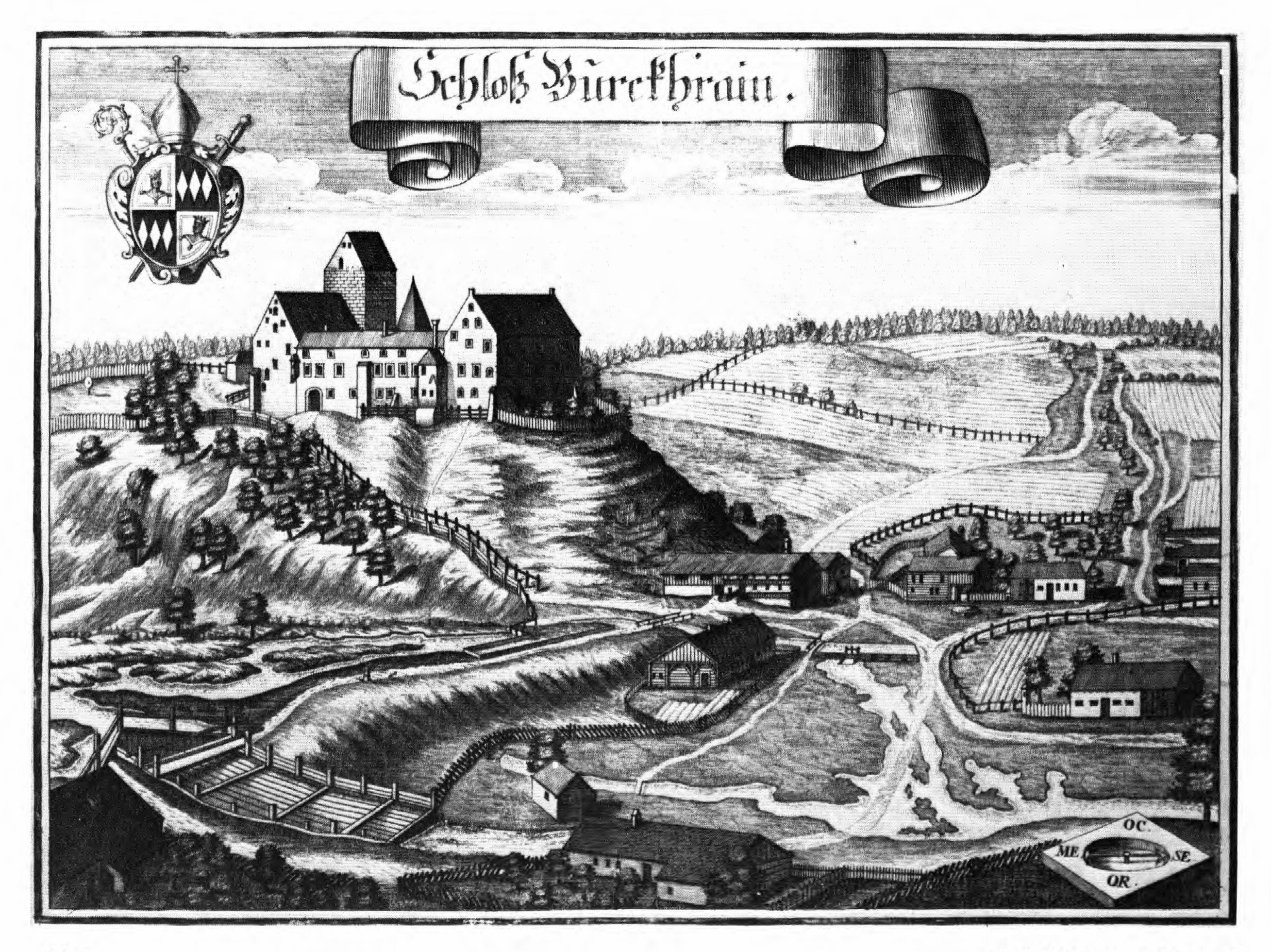
Kupferstich von Michael Wening in Topographia Bavariae um 1700

## Geschichte
Zu bajuwarischer Zeit war das Gebiet der Herrschaft Burgrain im oberen Isental Siedlungsgebiet des Geschlechtes der Fagana. Die erste urkundliche Erwähnung erfährt die Siedlung Isen als Hauptort der Herrschaft im Jahre 748 in einem Schenkungsbericht des dortigen Klosters Isen. Burgrain selbst findet sich zum ersten Mal in einer Urkunde des Bischofs Atto von Freising vom 24. Mai 811. Durch einen Vertrag aus dem Jahre 1025 soll Kunigunde, die Witwe von Kaiser Heinrich II., den Herrschaftsbesitz samt Kloster Isen als Fiskalgut zur lebenslangen Nutzung erhalten haben. Belege für die Legende, dass sie auch einen Teil ihres Lebens auf der Burg Burgrain verbracht haben soll, gibt es allerdings nicht.
Den Mittelpunkt der Herrschaft Burgrain bildete das um 1200 im spätromanischen Stil erbaute Schloss Burgrain. Die Reichsunmittelbarkeit Burgrains ist indirekt einem Vertrag Bischof Emichos von Freising mit dem niederbayerischen Herzog Heinrich XIII. vom 8. Oktober 1284 zu entnehmen. In diesem Vertrag übertrug der Bischof dem Herzog die Lehen der Freisinger Kirche, die bisher die ausgestorbenen Grafen von Moosburg innegehabt hatten, an den niederbayerischen Herzog, behielt sich aber ausdrücklich die Vogtei über das Stift Isen vor, die die Moosburger Grafen ebenfalls innegehabt hatten.
Auf dem Schloss Burgrain hatte der mit der Verwaltung der Herrschaft beauftragte freisingische Pfleger seinen Sitz; hier und in der Schranne Isen fand die Rechtsprechung – inklusive der Hochgerichtsbarkeit – statt. Die kleine militärische Besatzung hatte auch die Bevölkerung vor Übergriffen aus der Grafschaft Haag zu schützen, was bei häufigen Grenzstreitigkeiten keine Seltenheit war. 1317 wurde die Burg von den Haagern eingenommen, es kommt zu einem Gerichtsstreit zwischen Freising und Haag. 1382 wird Burgrain zeitweise an die Fraunberger Grafen von Haag verpfändet. 1421 kaufte Bischof Hermann von Cilli das verpfändete Burgrain von Georg von Fraunberg zurück. Auch in der Folge war Burgrain öfters verpfändet. Der Hauptort der Herrschaft Burgrain, Isen, erhielt 1434 von Kaiser Sigismund durch Vermittlung des Freisinger Bischofs Nikodemus della Scala die Marktrechte verliehen. Das Stift St. Zeno bildete weiterhin einen selbständigen Verwaltungkörper.
Das Schloss wurde im 16. Jahrhundert im gotischen Stil umgebaut. Für das Jahr 1569 ist im Register der bayerischen Leibeigenen für Burgrain eine Zahl von 99 Hofbesitzern und 495 Seelen festgehalten. Die Herrschaft Burgrain umfasste nach dem Türkensteuerbuch von 1567 insgesamt 232 Anwesen, somit ist in dieser Zeit von ca. 1600 Einwohnern (ohne Geistlichkeit) in der Herrschaft auszugehen. Im Dreißigjährigen Krieg kommt es zur Plünderung und Brandschatzung durch schwedische Truppen in den Jahren 1630 und 1633, 1634 wütet die Pest in Burgrain und Isen. Fürstbischof Johann Franz Eckher von Kapfing und Lichteneck (1649 – 1727) ließ Teile der Burg umbauen, um dem Gebäude mehr den repräsentativen Charakter eines Schlosses zu verleihen. Der jahrhundertelange Streit um die Halsgerichtsbarkeit mit dem Kurfürstentum Bayern wird 1718 durch einen Rezess geregelt, in Burgrain wird auf dem Zieglberg ein eigener Galgen errichtet.

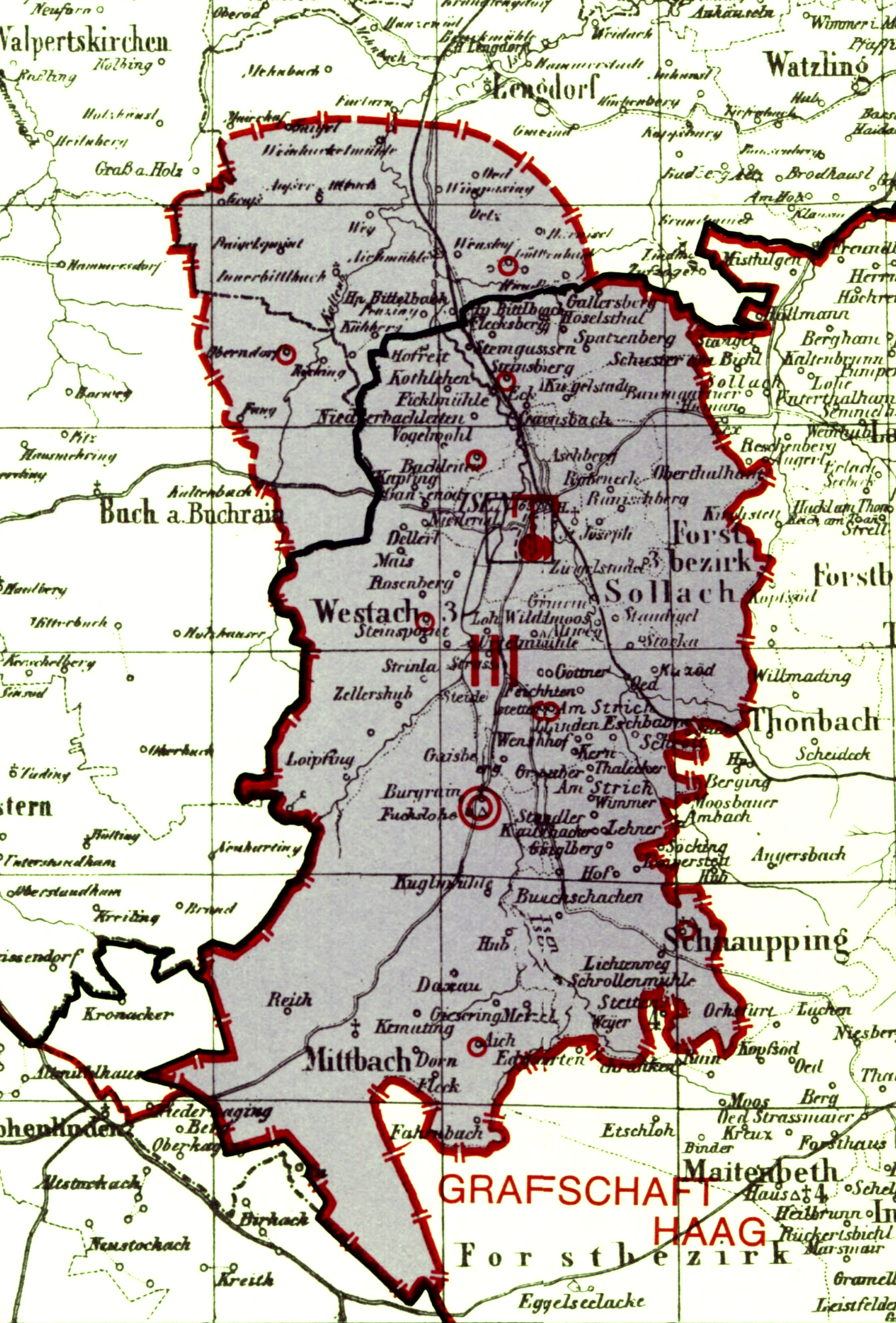
Gebietskarte der Herrschaft Burgrain (in den Bezirksamtsgrenzen von 1933)

Mit dem Reichsdeputationshauptschluss 1802 kam der Besitz des Hochstifts Freising zu Kurpfalz-Bayern (ab 1806 Königreich Bayern). Burgrain hatte zu dieser Zeit 2162 Einwohner. Ende 1802 wurde in der Herrschaft Burgrain ein bayerisches (provisorisches) Landgericht errichtet. Das Gebiet der Herrschaft Burgrain wurde in der Folge dem Landgericht Wasserburg zugeordnet und ab 1838 dem Landgericht Haag. Das Schloss gelangte über Gräfin von Ludolph an Josef Gnatz, dessen Familie das Schloss Burgrain bis 1906 als Brauerei und Ökonomie betrieben.

## Administrative Gliederung
Die Herrschaft war in die Obmannschaften Burgrain, Aich, Bachleiten, Göttenbach, Oberndorf, Schnaupping, Steidelstetten, Steinsberg und Westach gegliedert.
- Aich mit den Orten Aich, Mittbach, Reit, Pemmering, Daxau, Giesering, Kemating, Fahrnbach und Fleck.
- Bachleiten mit den Orten Bachleiten, Weydachberg, Niederöd, Ganzenöd, Kapfing, Voglwohl, Kothlehen, Hofreit, Penzing und Aichmühle.
- Burgrain mit den Orten Burgrain, Gaisberg, Kay, Linden und Eschbaum.
- Göttenbach mit den Orten Göttenbach, Wimpasing, Öd, Ötz, Wenshof, Harnisch und Hundsöd.
- Oberndorf mit den Orten Oberndorf, Kaltenbach, Fang, Riching, Kühberg, Inner- und Außerbittlbach, Daigelspoint, Graß, Weinhackl und Weg.
- Schnaupping mit den Orten Schnaupping, Hof, Lichtenweg, Buchschachen, Loiperstett, Weiher, Hub und Kuglmühle.
- Steidelstetten mit den Orten Steidelstetten, Strich, Göttner, Linden, Feichten, Straß, Urtlmühle, Lohe, Altweg, Gmain, Staudigl, Stocka, Öd, Kitzöd, Schrott, Eschbaum und Giglberg.
- Steinsberg mit den Orten Steinsberg, Steingassen, Gänsbach, Flecksberg, Höselsthal, Gallersberg, Kuglstadt, Eck, Aschberg, Rabeneck, Ranischberg und Zieglstadl.
- Westach mit den Orten Westach, Loipfing, Zellershub, Steinla, Steinspoint, Mais und Rosenberg.

Der Markt Isen selbst war auch in vier Obmannschaften gegliedert.